# Yakov Kasman
Yakov Kasman (en russe : Яков Аронович Касман) est un pianiste russe né le 24 février 1967 à Orel en Russie. Il est devenu citoyen américain en 2006.

## Carrière
Yakov Kasman a fait ses études au Conservatoire Tchaïkovski de Moscou dans la classe du professeur Mikhaïl Voskressinski qui dit de lui : « Yakov Kasman est un des jeunes pianistes les plus talentueux dont j'ai eu à m'occuper à ce jour. En lui aucune affectation : dès la première note, l'émotion est là, authentique, qui vous prend ».
Lauréat des Concours internationaux de Londres (4e prix) et Rome (1er prix) en 1991, de Tel-Aviv (5e prix) en 1992, il a remporté en juin de la même année le 1er prix de la Rencontre internationale de jeunes pianistes de Pontoise et participé au mois d'août suivant, aux côtés de Sviatoslav Richter, à l'hommage à Arthur Rubinstein qui se tenait à Rimini. Il a remporté la deuxième place à la compétition internationale Prokofiev à Saint-Pétersbourg en 1995, ainsi qu'au concours international Van Cliburn à Fort Worth en 1997.
De 1996 à 1998, il a enseigné le piano au Conservatoire Tchaïkovski de Moscou. En 2006, il se déplace vers les États-Unis puis devient citoyen américain. Il enseigne actuellement à l'Université d'Alabama.
Ce pianiste, qui a donné des récitals en Grande-Bretagne, en Yougoslavie, en France, en Italie, au Canada et en Russie, aime à citer cette phrase de Rachmaninov : « Il faut toujours jouer comme si c'était la dernière fois ».